# Festival autorskog filma
Festival autorskog filma (FAF) je filmski festival takmičarsko-revijalnog tipa, osnovan 1994. godine u Beogradu sa ciljem da približi beogradskoj publici nove tendencije savremenog autorskog filma domaće i inostrane produkcije.
Festival nastaje 1994. godine u organizaciji Jugoslavija filma, javne institucije finansirane iz državnog budžeta, festival se u ovom formatu uspešno odvijao dok Jugoslavija film nije započela proces privatizacije, tokom ove tranzicije festival je ugašen 2005. godine. da bi 2006. godine bila osnovana neprofitno udruženje građana „Pogled u svet“, posvećeno pre svega ponovnoj organizaciji Festivala autorskog filma, UG „Pogled u svet“ ostaje glavni organizator festivala do dan danas, u saradnji sa raznim institucijama i organizacijama kao što su: Grad Beograd - Sekretarijat za kulturu, Jugoslovenska kinoteka, Kulturni centar Beograd, Ministarstvo kulture Republike Srbije, Dom omladine i drugi.

## Program
Program festivala organizovan je u pet delova:
- Takmičarski program
- Glavni program - Van konkurencije
- Program Hrabri Balkan
- Bende a part
- Retrospektive i počasti

### Takmičarski program
Takmičarski program čini 10-12 međunarodnih filmskih ostvarenja sa različitih krajeva sveta i filmovi se prikazuju kao srpske premijere.
Ovaj deo programa obuhvata učestvovanje i igranih i dokumentarinih filmova. Tročlani žiri odlučuje o dodeli glavne nagrade „Aleksandar Saša Petrović“ (5.000 eur), nagrada se dodeljuje za najbolju režiju,  zatim dodeljuje nagradu „Gordan Mihić“ za najbolji scenario i specijalno priznanje, ukoliko to smatra potrebnim.

### Glavni program- Van konkurencije
Glavni program uključuje oko 12 novih dugometražnih filmskih ostvarenja evropske i svetske kinematografije. Uglavnom su to filmovi koji su već postigli zapažene rezultate na festivalima kao što su festivali u Berlinu, Torontu, Kanu, Veneciji i drugi.

### Program Hrabri Balkan
Program Hrabri Balkan fokusiran je na mlade autore sklone eksperimentu sa područija jugoistočne Evrope. Ovaj deo festivala otvoren je za sve žanrove od kratkih eksperimentalnih filmova, do igranih dugometražnih ostvarenja. Broj selektovanih filmova varira, ali se program uglavnom sastoji od deset naslova raspoređenih u pet slotova. Ovo je takođe takmičarski deo festivala i tročlani žiri odlučuje kome dodeljuje glavnu nagradu za „Najhrabriji film Balkana“ i opcionalno posebno priznanje.

### Bende a part
Bende a part je programski deo koji je dobio ime po istoimenom filmu Godara iz 1964. godine, ovaj programski deo bavi se najsmelijim i najradikalnijim filmskim ostvarenjima u polju autorske kinematografije.

### Retrospektive i počasti
Ova programska celina festivala se bavi obeležavanjem jubileja, memorijala ili samim proučavanjem nekih od velikana domaće i svetske kinematografije. 

## FAF u Srbiji
Od 2021. godine organizovan je turnejski nastavak festivala, gde festival tokom godine obilazi devet gradova širom Srbije.
- Novi Sad (Arena Cineplex)
- Leskovac (Kulturni centar)
- Niš (Cinegrand Delta Planet)
- Bor
- Smederevo (Centar za kulturu Smederevo)
- Subotica (Eurocinema)
- Lazarevac
- Jagodina (Kulturni centar)
- Bačka Palanka

## Tim festivala
- Srdan Golubović - Predsednik saveta i selektor
- Igor Stanković - Direktor festivala
- Srđan Vučinić - Umetnički direktor
- Milena Debeljković - Operativna direktorka
- Vladimir Perišić - Selektor
- Stefan Ivančić - Selektor
- Maša Seničić - Selektorka